# Gaston Joseph
Pour les articles homonymes, voir Joseph.
 (septembre 2010).
Si vous disposez d'ouvrages ou d'articles de référence ou si vous connaissez des sites web de qualité traitant du thème abordé ici, merci de compléter l'article en donnant les références utiles à sa vérifiabilité et en les liant à la section « Notes et références ».
Gaston Adrien Joseph (né le 20 septembre 1884 à Sarralbe en Lorraine annexée et mort le 3 avril 1977 à Paris) est un gouverneur colonial, haut fonctionnaire français et écrivain.

## Biographie
La famille de Gaston Joseph quitte sa maison de Sarralbe en 1893 pour rejoindre Paris afin que son frère aîné Robert , qui a un an de plus que lui, n'ait pas à faire ses études au collège en allemand comme cela était devenu obligatoire en Alsace-Lorraine annexée dans l'Empire allemand.
Ses parents ont beaucoup de mal à trouver une situation stable et rémunératrice après avoir dû abandonner tout leur bien et leur usine de chapeaux en Lorraine. Ils finissent par ouvrir un atelier d'accessoires décoratifs pour chapeaux (plumes, fleurs séchées) et investissent leurs maigres économies dans les études de leurs fils.
Gaston est un élève brillant qui réussit facilement le concours de l'école coloniale.
Après trois ans de service militaire, il est envoyé en 1909 comme géographe cartographe en Côte d'Ivoire. Il va passer plusieurs années à arpenter cette colonie.
Il y est nommé administrateur adjoint en 1910, puis administrateur en chef en 1916.
Il rédige des essais qui deviendront des références[évasif], comme celui de 1917 sur la femme ivoirienne[réf. nécessaire]. Mais il vit très mal cette année-ci au cours de laquelle les autorités parisiennes lui imposent de recruter de force des tirailleurs pour alimenter les régiments que décime la guerre des tranchées. Il doit mater la révolte de plusieurs villages[réf. nécessaire].
En 1917, il est nommé chef de cabinet du gouverneur général de Côte d’Ivoire. Il quitte le pays pour un poste au Cameroun en 1920, colonie où il est nommé gouverneur en 1924.
Il obtient en 1923 le grand prix de littérature coloniale pour son roman intitulé Koffi, roman vrai d'un Noir, dont le destin n'est pas sans évoquer celui plus tard du sergent Bokassa. D'après son préfacier Gabriel Angoulvant, ce livre est une réponse au roman Batouala de René Maran, prix Goncourt 1921. Mais la critique ne lui reconnaît pas une grande valeur littéraire.
Il devient l'un des décisionnaires les plus incontournables de la politique coloniale française comme directeur du personnel, directeur de cabinet, directeur des affaires politiques du Ministère des Colonies, pendant deux décennies qui iront de 1925, au 20 août 1944, date à laquelle il a été suspendu de ses fonctions. Après qu'il en a été déchu en 1946, Marius Moutet, ministre de l'Outre-Mer, demande sa réintégration dans l'ordre de la Légion d'Honneur, en ces termes :
« M. Gaston Joseph a été un exécutant trop fidèle des ordres donnés, s'il a servi trop docilement la politique de Vichy, il n’en a pas moins communiqué des informations utiles à la Résistance et n'a jamais été considéré par ceux qui l'ont approché comme un partisan de la politique de collaboration. »
Il décide dans les années 1940 de prioriser la défense de l'intégrité de l'Empire français contre toutes tentatives d'agression extérieure. Il donne donc l'ordre au gouverneur de Dakar de repousser la tentative de débarquement de troupes anglaises et gaullistes le 23 septembre 1940[réf. nécessaire]. C'est surtout sa position vis-à-vis de l'Indochine qui donne lieu à débat.
Il est commandeur de la Légion d'honneur, radié en 1946, puis réintégré en 1947.
Il est enterré au cimetière de Fontenay-aux-Roses.

## Publications
- Exploitation indigène de l'or en Côte d'Ivoire, Paris, rue de l'École-de-Médecine[12]
- Le "Gounndou", Paris, rue de l'École-de-Médecine[13]
- Sur la préhistoire en Côte d'Ivoire, Paris, rue de l'École-de-Médecine[14]
- Notes sur les Avikams de la lagune de Lahou et les Didas de la région du bas Bandama. Sur un "Colobus polycomus", Paris, rue de l'École-de-Médecine[15]
- Côte d'ivoire, Paris, A. Fayard, 1944[16]
- " L'Ame d'un Empire " avec Hycinthe Desanti & Georges Tajasque, La Nouvelle Édition, Paris, 1944
- La Côte d'Ivoire, le pays, les habitants, Paris E. Larose, 1917[17]
- Koffi, roman vrai d'un Noir, Aux éditions du Monde nouveau 1922, 1er prix du roman colonial[4]
- Manuel des Palabres, 1915, Bingerville, imprimerie du gouvernement[3]